# 克里申吉
克里申·吉 （Krishen Jit，1939年7月10日—2005年4月28日），马来西亚剧场导演、戏剧评论作者、历史学者。他数十年来活跃于马来西亚英语剧场和马来语剧场界，为剧场界的先驱人物，更有人称他为“马来西亚戏剧之父”。

## 生平简介
克里申·吉生于吉隆坡，求学时期已开始参与剧场活动。1959年，他进入马来亚大学英语系，后又转入历史系。大学时代，他与同学共同创设戏剧学会，同时也初任导演。1962年，他获得奖学金赴美国柏克萊加州大學修读历史硕士课程。回国后，他任教于马大历史系。
此后他积极投入剧场活动，既当制作人、导演、编剧、戏剧导师、演员，同时也分别在《新海峡时报》和《每日新闻报》专栏撰写剧评。其中他在《新海峡时报》的专栏“Talking Drama with Utih”从1972年写至1994年，记录了马来西亚以及东南亚多个国家的剧场发展概况。
1984年，克里申·吉与妻子玛丽安（Marion D'Cruz）以及同好甄山水（Chin San Sooi）、KS马粘（K.S.Maniam）、雷萨（Redza Piyadasa）共同创办五艺中心 （页面存档备份，存于）（Five Arts Centre）。至今五艺中心仍是马来西亚活跃剧团，培养了许多杰出的艺术工作者。1994年，克里申·吉自马大历史系退休后，加入国家艺术学院（Akademi Seni Kebangsaan），成为该学院戏剧系的首任系主任。
2005年4月，克里申·吉中风逝世。隔年，五艺中心和Astro集团以他为名设立了“克里申·吉寰宇基金”（Krishen Jit ASTRO Fund）。这项基金开放给马来西亚的艺术工作者申请，自2006年至今，已支持多项在地艺术计划。

## 作品集
- Krishen Jit. Membesar bersama teater. Kuala Lumpur: Dewan Bahasa dan Pustaka, 1986.
- Krishen Jit. Krishen Jit: An Uncommon Position, Singapore: Contemporary Asian Arts Centre, 2003.